# Ministerstvo průmyslu a obchodu České republiky

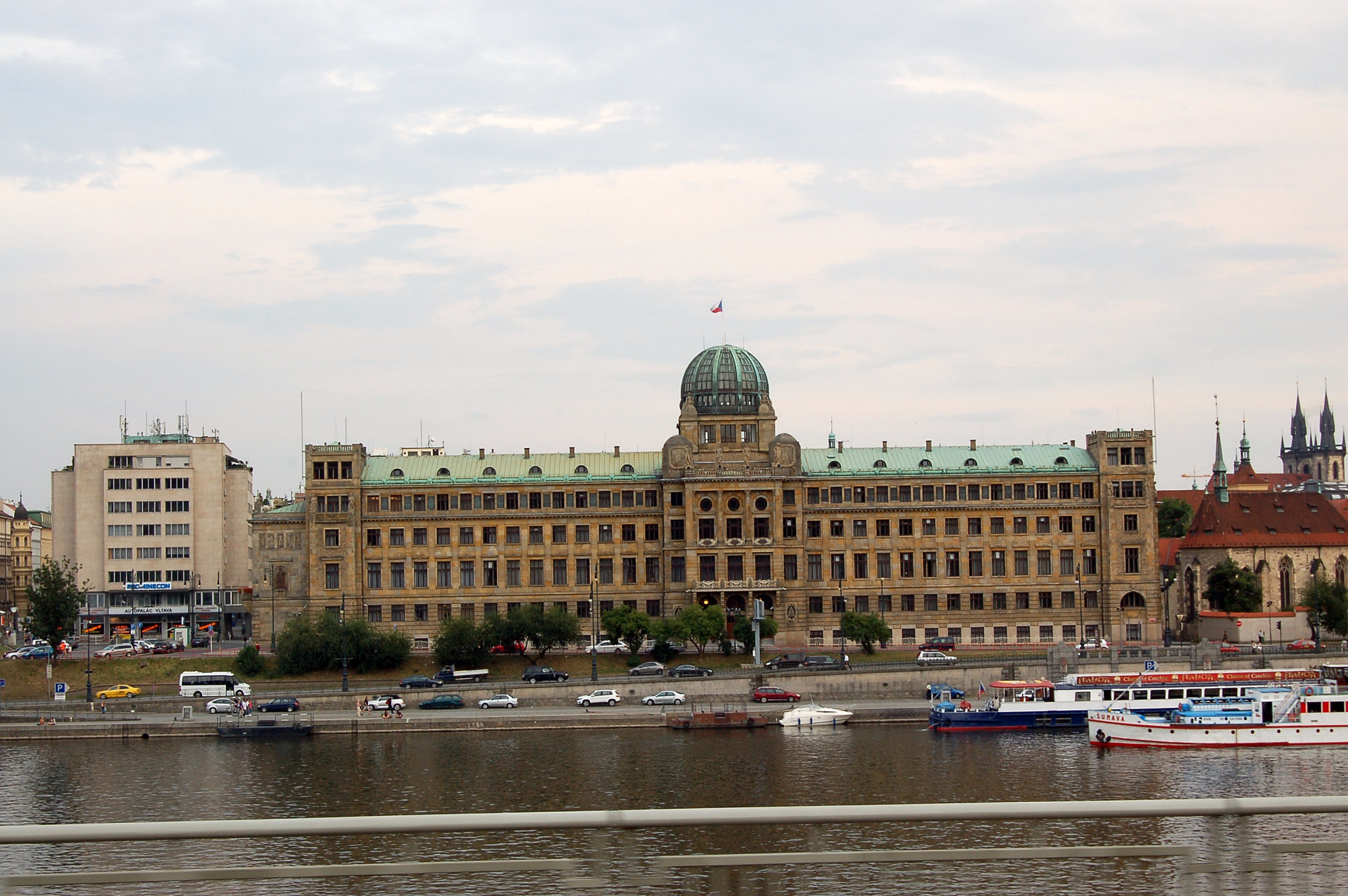
Das Ministerium für Industrie und Handel am Moldauufer in Prag

Das Ministerstvo průmyslu a obchodu (MPO, dt: Ministerium für Industrie und Handel) hat seinen Sitz in Prag in der Tschechischen Republik, direkt am Ufer der Moldau und in der Nähe der Štefánikův-Brücke.

## Geschichte
Das heutige Ministerium für Industrie und Handel hatte in der Vergangenheit unterschiedliche Kompetenzen und Bezeichnungen, so z. B.: Ministerium für Industrie, Ministerium für Handel, Ministerium für Handel und Tourismus, Ministerium für Planung.
Das Ministerium ist hauptsächlich im Gebäude in Prag 1-Altstadt, Francis 1039-1032, untergebracht (siehe Foto). Das Ministeriumsgebäude gehört zu einer Dreiergruppe von Regierungsgebäuden, welche die tschechische Regierung am damals neu regulierten Flussufer bauen ließ. Die beiden anderen Gebäude sind das Eisenbahn-Ministerium und das Landwirtschaft-Ministerium in der Nähe der Hlávkův Brücke.
In der Nähe befand sich die Prager Handelskammer. Der Bau des Ministeriums wurde im Jahre 1928 begonnen und die Fertigstellung war ursprünglich für 1931 geplant. Es wurde aber schließlich erst 1934 fertiggestellt. Der Architekt des Gebäudes war Josef Fanta, dessen Entwurf in einer öffentlichen Ausschreibung ausgewählt wurde (insgesamt nahmen sechs Architekten an der Ausschreibung teil). Die Bauausführung oblag der Baufirma Anthony Belada.
Das fünfstöckige, rechteckige Gebäude misst etwa 107 × 49 Meter. Es hat selbsttragende Wände und eine Steinfassade aus Granit und Sandstein. Der Haupteingang des Ministeriums ist zur Moldau gerichtet. Auf der Westseite des Gebäudes war ursprünglich der Eingang zum Patentamt.

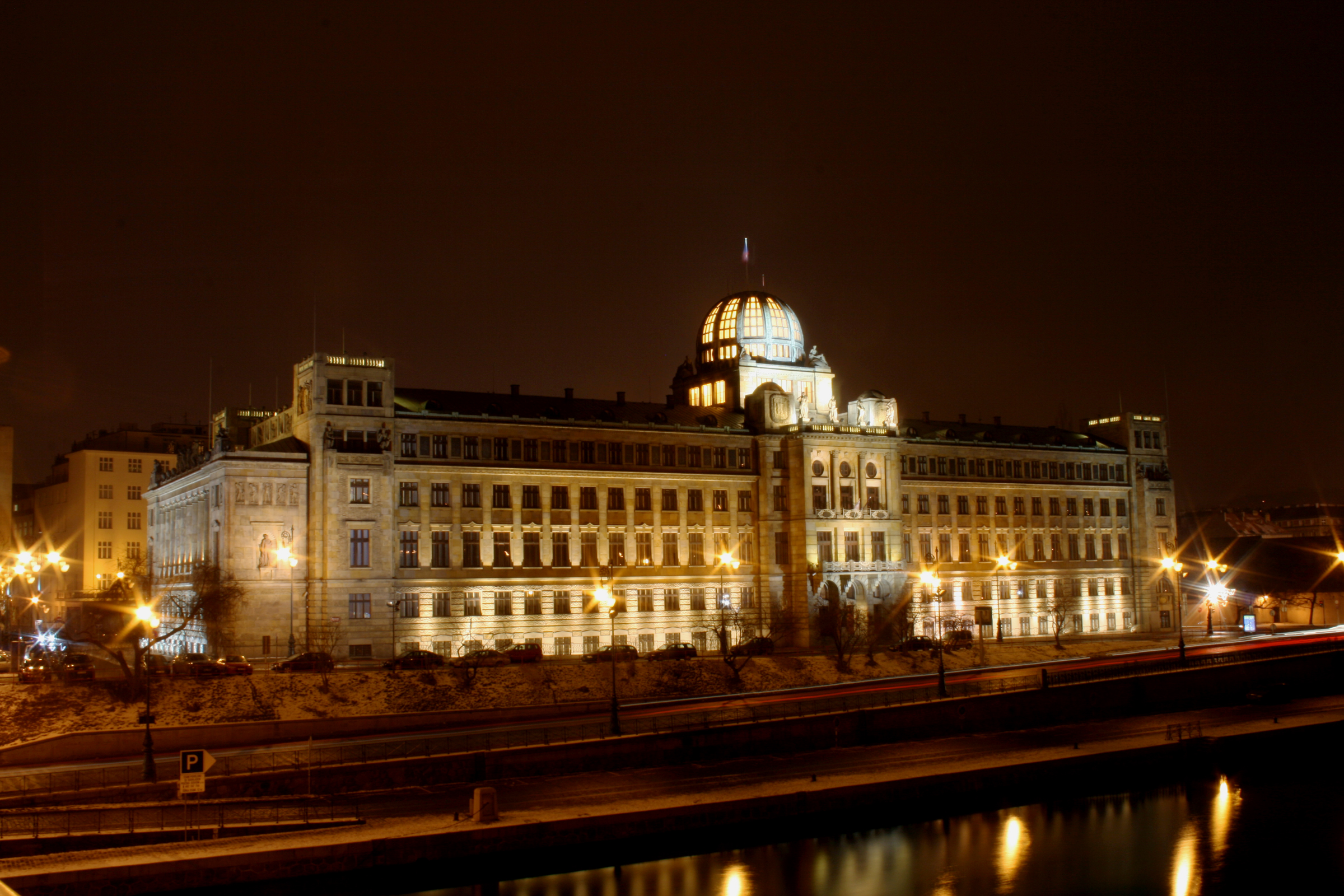
Das Gebäude bei Nacht

Eine dieser Architektur ähnliche Konstruktion ist z. B. in Hiroshima (Japan), die Produktausstellungshalle der Präfektur Hiroshima (auch: „Atombombenkuppel“), die nach Plänen des tschechischen Architekten Jan Letzel erbaut und im April 1915 fertiggestellt wurde.

## Aufgaben
Das Ministerium für Industrie und Handel ist die zentrale Regierungsbehörde für die Umsetzung der staatlichen Politik im Bereich der Industrie, Handel, Wirtschaftsbeziehungen und Rohstoffsicherheit bzw. Rohstoffpolitik.
Die Kompetenzen des Ministeriums für Industrie und Handel als zentrale Regierungsbehörde liegen vor allem in den Bereichen:
- staatlichen Industriepolitik, Handelspolitik, Außenwirtschaftspolitik, integrierte Rohstoffpolitik, die den Einsatz von mineralischen Rohstoffen, Energie, Heizung, Gas, Bergbau, Verarbeitung und Veredelung von Erdöl und Erdgas sowie festen Brennstoffen und radioaktiven Stoffen, Erze und Industriemineralien überwacht;
- Metallurgie, Maschinenbau, Elektrotechnik und Elektronik, Industrie – chemische und Erdölverarbeitung, Kunststoffe, Gummi, Glas und Keramik, Textilien und Bekleidung, Leder und Druck, Papier und Zellstoff und Holz;
- Herstellung von Baustoffen, die industrielle Produktion im Allgemeinen, medizinische Produktion, Trödel und Metallschrott;
- Binnenhandel und Verbraucherschutz, Außenhandel und Exportunterstützung;
- Regelung von Normen, Messtechnik und -prüfung;
- industrielle Forschung, Techniken und Technologien;
- Außenhandelspolitik der Tschechischen Republik im Hinblick auf die Koordination in Bezug auf einzelne Staaten
- Zusammenarbeit mit der Europäischen Union, EWR, EFTA, und anderen internationalen Organisationen und Integrationsgruppen
- Entscheidungen über Rechtsmittel gegen die Entscheidung des Amtes für Normen, Mess- und Prüftechnik.

## Minister des Industrie- und Handelsministeriums
Industrieminister in der Tschechoslowakei (Föderation)
| Amtsinhaber     | Partei | Amtszeit                            |
| --------------- | ------ | ----------------------------------- |
| František Čihák | KSČ    | 8. Januar 1969 – 29. September 1969 |
| Josef Šimon     | KSČ    | 29. September 1969 – 3. Januar 1971 |
| Oldřich Svačina | KSČ    | 3. Januar 1971 – 19. Mai 1978       |
| Bohumil Urban   | KSČ    | 19. Mai 1978 – 18. Juni 1981        |
| Miroslav Kapoun | KSČ    | 18. Juni 1981 – 18. Juni 1986       |
| Petr Hojer      | KSČ    | 18. Juni 1986 – 29. Juni 1990       |
| Jan Vrba        | OF     | 29. Juni 1990 – 2. Juli 1992        |

Minister für Handel und Tourismus in der Tschechoslowakei (Föderation)
| Amtsinhaber       | Partei | Amtszeit                            |
| ----------------- | ------ | ----------------------------------- |
| Miloslav Kohoutek | KSČ    | 8. Januar 1969 – 29. September 1969 |
| Štěpán Horník     | KSČ    | 29. September 1969 – 3. Januar 1971 |
| Josef Trávníček   | KSČ    | 3. Januar 1971 – 4. November 1976   |
| Antonín Jakubík   | KSČ    | 4. November 1976 – 18. Juni 1986    |
| Josef Ráb         | KSČ    | 18. Juni 1986 – 28. März 1989       |
| Karel Erbes       | KSČ    | 28. März 1989 – 5. Dezember 1989    |
| Vlasta Štěpová    | OF     | 5. Dezember 1989 – 2. Juli 1992     |

Minister für Industrie und Handel in der Tschechoslowakei (Föderation)
| Amtsinhaber     | Partei | Amtszeit                         |
| --------------- | ------ | -------------------------------- |
| Vladimír Dlouhý | ODA    | 2. Juli 1992 – 31. Dezember 1992 |

Industrie- und Handelsminister in Tschechien
| Amtsinhaber       | Partei     | Amtszeit                            |
| ----------------- | ---------- | ----------------------------------- |
| Vladimír Dlouhý   | ODA        | 1. Januar 1993 – 2. Juni 1997       |
| Karel Kühnl       | ODA        | 2. Juni 1997 – 22. Juli 1998        |
| Miroslav Grégr    | ČSSD       | 22. Juli 1998 – 15. Juli 2002       |
| Jiří Rusnok       | ČSSD       | 15. Juli 2002 – 19. März 2003       |
| Milan Urban       | ČSSD       | 19. März 2003 – 4. September 2006   |
| Martin Říman      | ODS        | 4. September 2006 – 8. Mai 2009     |
| Vladimír Tošovský | ---        | 8. Mai 2009 – 13. Juli 2010         |
| Martin Kocourek   | ODS        | 13. Juli 2010 – 14. November 2011   |
| Martin Kuba       | ODS        | 16. November 2011 – 10. Juli 2013   |
| Jiří Cieńciała    | unabhängig | 10. Juli 2013 – 29. Januar 2014     |
| Jan Mládek        | ČSSD       | 29. Januar 2014 – 28. Februar 2017  |
| Jiří Havlíček     | ČSSD       | 4. April 2017 – 13. Dezember 2017   |
| Tomáš Hüner       | unabhängig | 13. Dezember 2017 – 27. Juni 2018   |
| Marta Nováková    | unabhängig | 27. Juni 2018 – 30. April 2019      |
| Karel Havlíček    | unabhängig | 30. April 2019 – 17. Dezember 2021  |
| Jozef Síkela      | STAN       | 17. Dezember 2021 – 7. Oktober 2024 |
| Lukáš Vlček       | STAN       | seit 7. Oktober 2024                |